# Australanusia tarsalis
Australanusia tarsalis är en stekelart som beskrevs av Girault 1923. Australanusia tarsalis ingår i släktet Australanusia och familjen sköldlussteklar. Inga underarter finns listade.